# И Сан Хуа
И Сан-хуа (на корейски: 이상화, английска транскрипция: Lee Sang-Hwa) е южнокорейска състезателка по бързо пързаляне с кънки, олимпийска шампионка от Ванкувър 2010. И Сан-хуа е световна шампионка в спринта от 2010 година, както и двукратна шампионка от зимните универсиади през 2007 и 2009 г.
Кариерата на И Сан-хуа започва когато тя е на 14 през 2003 г. През 2005 г. печели бронзови медали от световното първенство и световното първенство за юноши и девойки. През 2007 г. печели златен медал от Зимната универсиада в Торино, както и сребърен и бронзов от Азиатските зимни игри. През 2009 г. печели отново златен медал от Универсиадата в Харбин, както и бронзови медали от същата универсиада и от световното първенство във Ванкувър.